# Flabellophora latiporus
Flabellophora latiporus är en svampart som beskrevs av Corner 1987. Flabellophora latiporus ingår i släktet Flabellophora och familjen Polyporaceae.   Inga underarter finns listade i Catalogue of Life.